# I Love You, California
I Love You, California est l'hymne officiel de l'État de Californie aux États-Unis. Les paroles furent écrites par Francis Silverwood, un immigrant canadien, et la musique composée par le chef d'orchestre Abraham Frankenstein, tous deux vivants à Los Angeles. La chanson fut adoptée comme hymne officiel de l'État de Californie en 1951, décision confirmée par l'Assemblée en 1987.

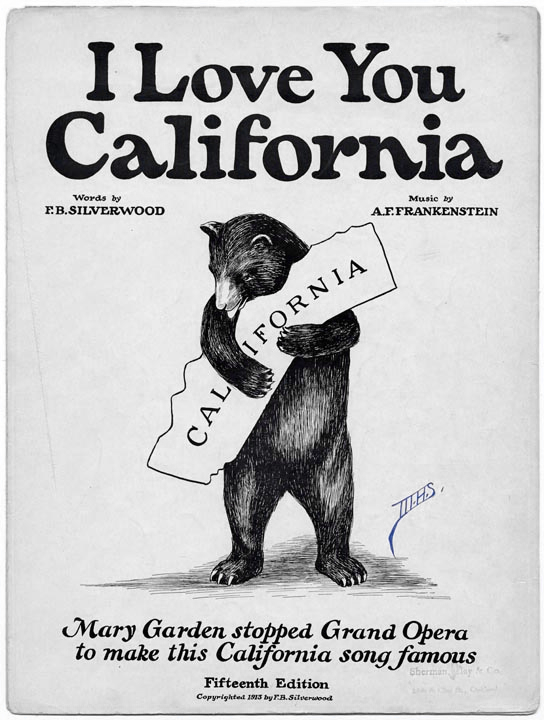
I Love You, California, illustration de 1913 pour accompagner les partitions

La chanteuse d'opéra Mary Garden fut la première à interpréter la chanson en 1913. 